# Train Leica de la liberté
 (juillet 2021).
Le train Leica de la liberté est une initiative de sauvetage pour aider des Juifs à fuir secrètement l'Allemagne nazie en amont de la Shoah, à l'instigation d'Ernst Leitz II, de la société Leica, et de sa fille Elsie Kuehn-Leitz,.

## Contexte

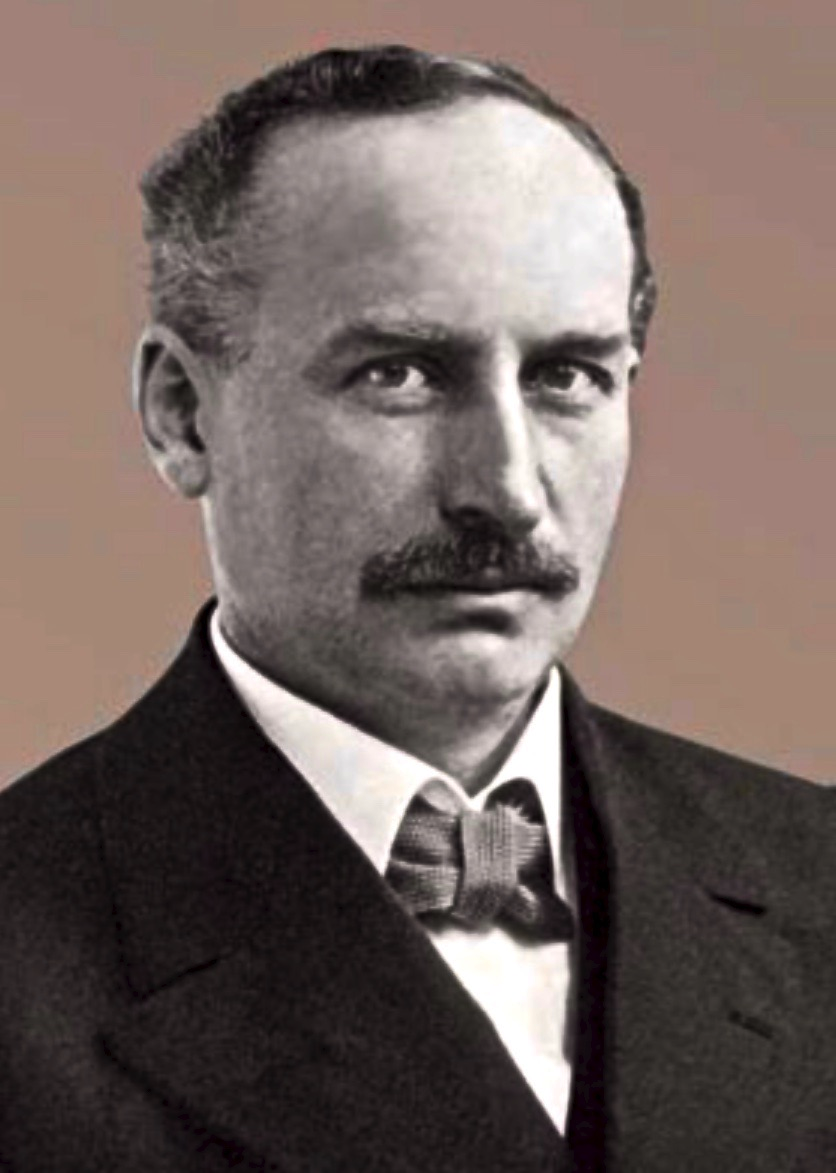
Ernst Leitz II (1871–1956), industriel et directeur de la société Leitz Camera (devenue Leica).

Elsie Kuehn-Leitz (1903–1985), fille d'Ernst Leitz II.

En 1869 à Wetzlar, Ernst Leitz fonde sa société d'optique. Celle-ci maintient des traditions progressistes envers les employés, qui bénéficiaient de retraites, d'arrêts maladie et d'assurances, institués de bonne heure par Ernst Leitz, qui puise ses effectifs dans des générations de personnel qualifié, dont une grande partie est de confession juive. Ernst Leitz a eu un fils : Ernst Leitz II, qui dirige la société de 1920 à 1956. En 1933, lorsque Adolf Hitler devient chancelier d'Allemagne, Ernst Leitz II commence à recevoir des appels pressants de ses associés juifs qui lui demandent son aide pour les sortir du pays. Comme Ernst Leitz II et sa famille ne sont pas juifs, ils ne souffrent pas des lois de Nuremberg, qui restreignent la liberté de circulation des juifs ainsi que leurs activités professionnelles.

## Mission de sauvetage
Ernst Leitz II, désireux d'aider ses employés et collègues juifs, organise discrètement ce que les historiens de la Shoah appellent « le Train Leica de la liberté » : un moyen secret pour les Juifs de quitter l'Allemagne sous prétexte d'une affectation à l'étranger. C'est ainsi que des employés, des vendeurs au détail, des familles et même des amis de ces familles sont « affectés » aux succursales d'Ernst Leitz II en France, en Grande-Bretagne, à Hong-Kong et aux États-Unis. Ces opérations de transfert s'accélèrent après la nuit de Cristal en novembre 1938, lorsque des synagogues et des boutiques tenues par des juifs sont incendiées en Allemagne.
Les « employés » allemands débarqués du paquebot Bremen à New York se rendaient aux locaux de Leitz à Manhattan, où ils recevaient de l'aide pour trouver un travail. Chaque arrivant recevait un appareil Leica, ainsi qu'une allocation le temps de trouver une embauche. Les migrants s'établissaient comme designers, réparateurs, vendeurs, marchands et journalistes dans la presse spécialisée sur la photographie. Le train Leica de la liberté atteint son apogée entre 1938 et début 1939, emmenant des groupes de réfugiés vers New York plusieurs fois par trimestre jusqu'à l'invasion de la Pologne, le 1er septembre 1939, où l'Allemagne ferme ses frontières.
D'après le rabbin Frank Dabba Smith, l'opération de sauvetage d'Ernst Leitz II a « aidé cinquante à soixante personnes à quitter l'Allemagne nazie » et l'industriel est intervenu en faveur de « vingt-trois juifs ou conjoints de juifs » pour les protéger « des "châtiments" que le régime hitlérien avait décrétés à leur encontre ».

### Dangers
Leitz représentait une marque connue à l’étranger et son prestige profitait au Reich allemand. La société produisait des appareils optiques à destination de l'armée allemande ; en outre, le gouvernement nazi avait un besoin urgent de devises étrangères et les États-Unis, à eux seuls, étaient le plus grand marché de Leitz pour ses produits optiques. Malgré tout, la famille et les employés de Leitz ont pâti de leurs initiatives. L'un des directeurs, Alfred Turk, s'est trouvé emprisonné parce qu'il aidait les Juifs et n'a été libéré qu'après le versement d'un important dessous-de-table.
Quant à la fille de Leitz, Elsie Kuhn-Leitz, elle est emprisonnée par la Gestapo, car elle est surprise à la frontière dans une opération pour aider des femmes juives à se rendre en Suisse. Elle subit des maltraitances au cours de son interrogatoire avant d'être finalement libérée. Elle est aussi devenue suspecte parce qu'elle a tenté d'améliorer le sort de 700 à 800 travailleurs ukrainiens en esclavage et affectés à l'usine dans les années 1940.

### Documentation
- (en) Kate Connolly, « Behind the camera - secret life of man who saved Jews from Nazis », The Guardian,‎ 10 février 2007 (lire en ligne)
- (en) Chris Cheesman, « Leica helped Jews flee Nazis: Fresh evidence uncovered », Amateur Photographer,‎ 27 avril 2011 (lire en ligne)
- Simone Gilgenkrantz, « Grandeur et vicissitudes de deux grandes Compagnies d'optique allemandes : II. La firme Leitz » [« Greatness and tribulations of two German optic companies - II. The Leitz company »], Médecine/Sciences, vol. 27, no 4,‎ avril 2011, p. 421–424 (PMID 21524408, DOI 10.1051/medsci/2011274019, hdl 10608/7571 )
- (en) Paul R. Bartrop, Resisting the Holocaust: Upstanders, Partisans, and Survivors: Upstanders, Partisans, and Survivors, ABC-CLIO, 6 juin 2016, 157–159 p. (ISBN 978-1-61069-879-5), « Leitz, Ernst II (1871–1956) »